# PEACH-PIT
PEACH-PIT은 센도우 반리(일본어: 千道 万里)와 에바라 시부코(일본어: えばら 渋子) 이 두 사람으로 이루어진 일본의 여성 만화가 콤비로, 둘 모두 지바현 출신으로, 초등학교 때 만났다고 한다. 이 콤비는 남성향, 여성향, 소녀향 등 넓은 장르에서 활약하고 있으며, 참고로 콤비 이름인 PEACH-PIT은 복숭아 씨앗이라는 뜻으로, 캐릭캐릭 체인지 단행본의 Q&A 코너에서 이에 대한 자세한 설명을 질문의 답변으로 써넣었다.

## 멤버

#### 센도우 반리(千道 万里)
전작품의 시나리오를 당담. 작화는 날카로운 느낌의 그림이 특징. 생일은 6월 7일. 단 것을 좋아한다. 이전의 펜네임으로〈브랜든박사(ブランドン博士)〉가 있다.
《DearS》《ZOMBIE-LOAN》의 메인 캐릭터를 작화, 《로젠메이든》의 일부 작화와 표지 디자인을 했다. 《캐릭캐릭 체인지》에서는 타다세,쿠카이,이쿠토,우타우 등을 담당.
PEACH-PIT(복숭아 씨앗)의 PEACH(복숭아).

#### 에바라 시부코(えばら 渋子)
전작품의 이름을 담당. 작화는 부드러운 느낌이 특징. 생일은 6월 21일. 매운 것을 좋아한다. 이전의 팬네임으로〈딜런교수(ディラン教授)〉가 있다.
《로젠메이든》의 메인 캐릭터를 작화, 《ZOMBIE-LOAN》에서는 일부 캐릭터를 작화,《캐릭캐릭 체인지》에서는 아무, 나데시코, 야야, 수호캐릭터들 등을 담당.
PEACH-PIT(복숭아 씨앗)의 PIT(씨앗).

## 작품
- DearS
- 로젠메이든
- ZOMBIE-LOAN
- 캐릭캐릭 체인지
- 오오카미카쿠시(용기사07과의 합작)